# 玉井乡 (巴中市)
玉井乡，是中华人民共和国四川省巴中市恩阳区曾经下辖的一个乡。2019年12月，撤销玉井乡、三汇镇和义兴镇，设立雪山镇。

## 行政区划
玉井乡撤销前下辖以下地区：
贾村、断垭村、观音村、三岩村、文童村、玉女村、牛颈村和土庙村。